# René Léonard

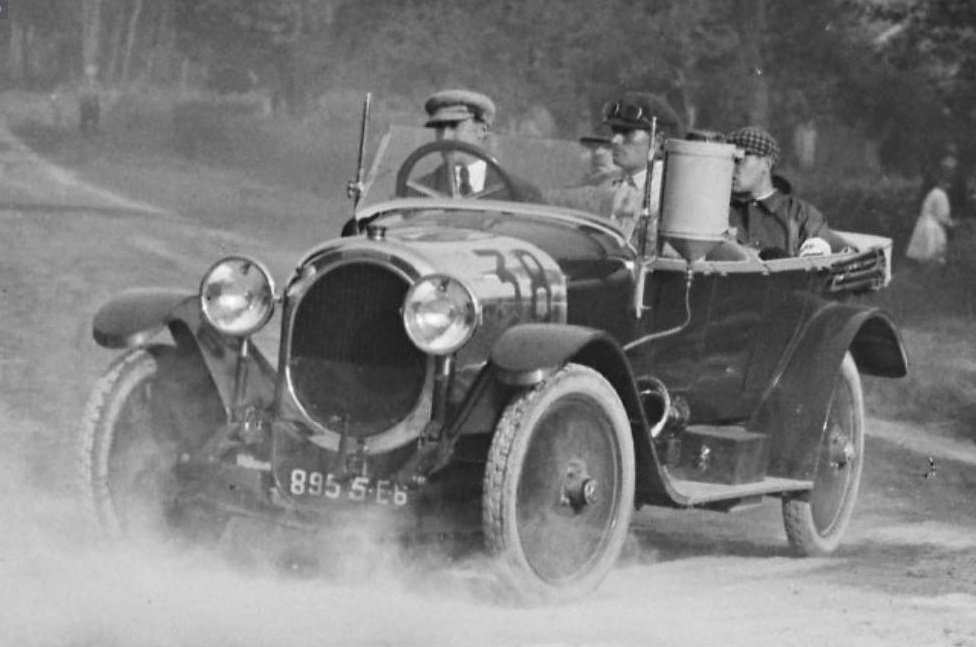
René Leonard (am Steuer) bei einer Chenard & Walcker-Demonstrationsfahrt 1922

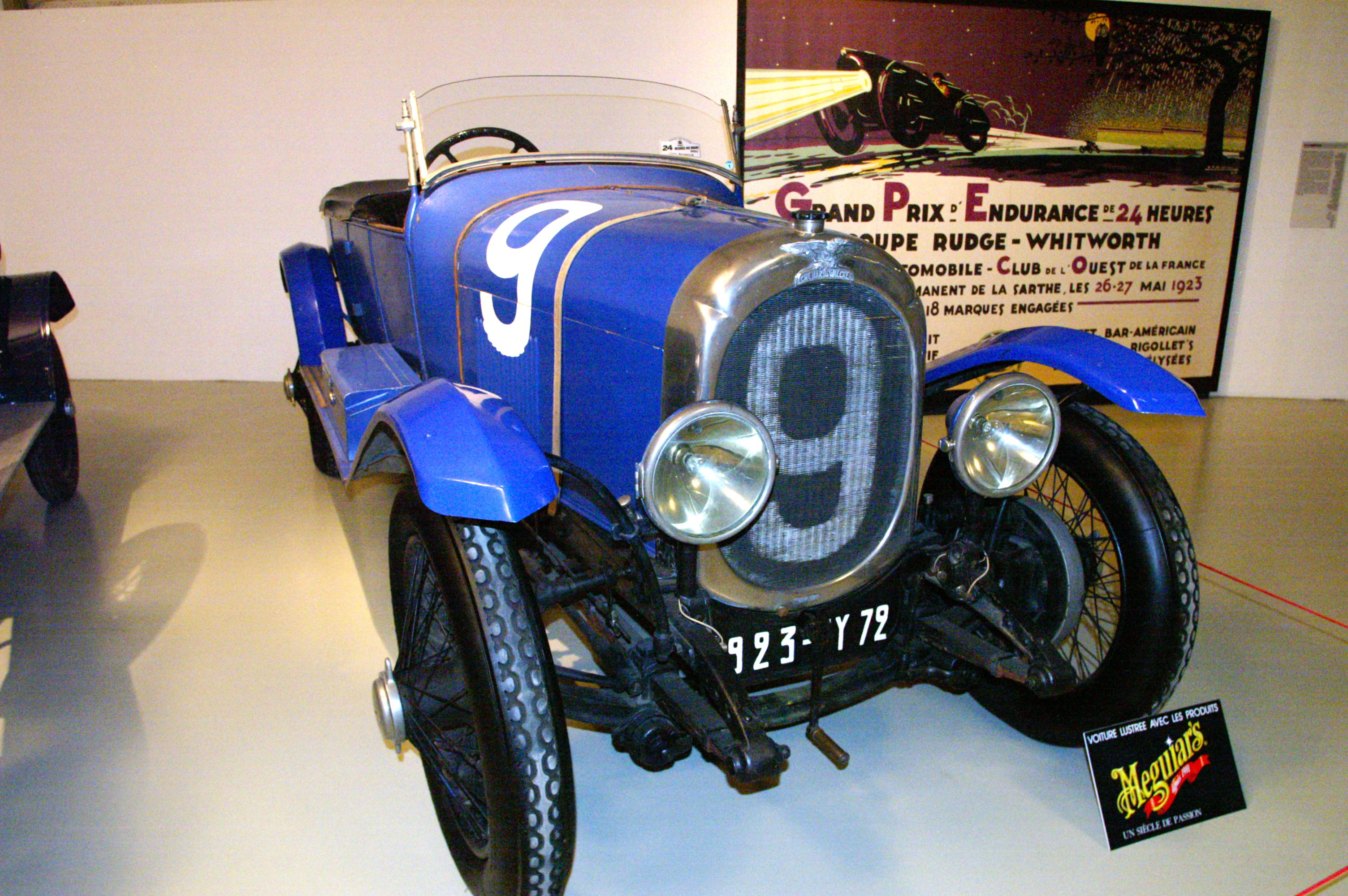
Der Chenard & Walcker Sport mit der Startnummer 9. Der erste Siegerwagen der 24 Stunden von Le Mans, gefahren von André Lagache und René Leonhard

René Auguste Maxime Léonard (* 23. Juni 1889 in Pau; † 15. August 1965) war ein französischer Autorennfahrer.

## Karriere
René Léonard arbeitete wie André Lagache in den 1920er Jahren als Ingenieur bei Chenard & Walcker. Die beiden waren auch als Fahrer aktiv und gehörten 1923 zur Werksmannschaft der französischen Marke, die beim ersten 24-Stunden-Rennen von Le Mans an den Start ging. Léonard und Lagache gewannen das Rennen nach einer Fahrzeit von 24 Stunden und 2209 gefahrenen Kilometern auf ihrem Chenard & Walcker Sport mit einem Vorsprung von vier Runden auf ihre Teamkollegen Raoul Bachmann und Christian Dauvergne. Sie waren damit die ersten Gesamtsieger beim inzwischen wichtigsten Langstreckenrennen der Welt. Auch 1924 und 1925 war Léonard mit Lagache in Le Mans am Start. Beide Male endete das Rennen nach technischen Defekten vorzeitig.
1925 gewann Léonard mit Lagache auch die 24 Stunden von Spa-Francorchamps. Ende 1925 zog sich Chenard & Walcker vom Rennsport zurück und Léonard arbeitete wieder als Ingenieur.

## Statistik

### Le-Mans-Ergebnisse
| Jahr | Team              | Fahrzeug                          | Teamkollege   | Platzierung | Ausfallgrund |
| ---- | ----------------- | --------------------------------- | ------------- | ----------- | ------------ |
| 1923 | Chenard & Walcker | Chenard & Walcker Sport           | André Lagache | Gesamtsieg  |              |
| 1924 | Chenard & Walcker | Chenard-Walcker Type U 22CV Sport | André Lagache | Ausfall     | Wagenbrand   |
| 1925 | Chenard & Walcker | Chenard-Walcker Type U 22CV Sport | André Lagache | Ausfall     | Motorschaden |

### 24-St-Spa-Ergebnisse
| Jahr | Team              | Fahrzeug                          | Teamkollege   | Platzierung | Ausfallgrund |
| ---- | ----------------- | --------------------------------- | ------------- | ----------- | ------------ |
| 1925 | Chenard & Walcker | Chenard-Walcker Type U 22CV Sport | André Lagache | Gesamtsieg  |              |
| 1926 | Chenard & Walcker | Chenard-Walcker Z1 Spéciale       | André Lagache | Rang 3      |              |